# Liste der Baudenkmale in Potsdam/V
Dieser Teil der Liste beinhaltet die Denkmale in Potsdam, die sich in Straßen befinden, die mit V beginnen. Der Stand der Liste ist der 31. Dezember 2020.

## Legende
In den Spalten befinden sich folgende Informationen:
- ID-Nr.: Die Nummer wird vom Brandenburgischen Landesamt für Denkmalpflege vergeben. Ein Link hinter der Nummer führt zum Eintrag über das Denkmal in der Denkmaldatenbank. In dieser Spalte kann sich zusätzlich das Wort Wikidata befinden, der entsprechende Link führt zu Angaben zu diesem Denkmal bei Wikidata.
- Lage: die Adresse des Denkmales und die geographischen Koordinaten. Link zu einem Kartenansichtstool, um Koordinaten zu setzen. In der Kartenansicht sind Denkmale ohne Koordinaten mit einem roten beziehungsweise orangen Marker dargestellt und können in der Karte gesetzt werden. Denkmale ohne Bild sind mit einem blauen bzw. roten Marker gekennzeichnet, Denkmale mit Bild mit einem grünen beziehungsweise orangen Marker.
- Bezeichnung: Bezeichnung in den offiziellen Listen des Brandenburgischen Landesamtes für Denkmalpflege. Ein Link hinter der Bezeichnung führt zum Wikipedia-Artikel über das Denkmal.
- Beschreibung: die Beschreibung des Denkmales
- Bild: ein Bild des Denkmales und gegebenenfalls einen Link zu weiteren Fotos des Baudenkmals im Medienarchiv Wikimedia Commons

## Baudenkmale
| ID-Nr.   | Lage                                        | Bezeichnung                                                                                                   | Beschreibung | Bild |
| -------- | ------------------------------------------- | --- | --- | --- |
| 09156681 | Babelsberg Nord Virchowstraße 8 (Lage)      | Villa Hammer mit Nebengebäude                                                                                 | Baujahr 1885/90, 1912 und 1922 Erweiterungen, 1967 Teilabbruch | Villa Hammer mit Nebengebäude                                                                                           |
| 09156682 | Babelsberg Nord Virchowstraße 12 (Lage)     | Villa Grimm                                                                                                   | Baujahr 1893, 1915 und 1937 Umbauten | Villa Grimm |
| 09156683 | Babelsberg Nord Virchowstraße 19, 21 (Lage) | Landhaus Schade van Westrum mit Einfriedung                                                                   | Baujahr 1890, Umbau 1913, Erweiterung und Umbau 1927-1928, Architekt Ernst L. Freud, Bauherrin Hermine Schade van Westrum, 1930er Udo Rukser, Hans Stuck, Dr. Erich Stückrath, der den Garten durch Heinrich Wiepking-Jürgensmann gestalten ließ | Landhaus Schade van Westrum mit Einfriedung                                                                             |
| 09156684 | Babelsberg Nord Virchowstraße 20 (Lage)     | Landhaus Wentzel-Heckmann II mit Resten der Gartenanlage und der Einfriedung                                  | Baujahr 1905-06, Architekten Kayser & von Großheim, Bauherrin Maria Elisabeth Wentzel-Heckmann, Umbau 1908, 1923/4, 1938/9 | Landhaus Wentzel-Heckmann II mit Resten der Gartenanlage und der Einfriedung                                            |
| 09156685 | Babelsberg Nord Virchowstraße 22, 25 (Lage) | Landhaus Wentzel-Heckmann mit Wirtschafts-, Stall- und Remisengebäude sowie den straßenseitigen Einfriedungen | Baujahr 1900, Architekten Kayser & von Großheim, Bauherrin Maria Elisabeth Wentzel-Heckmann | Landhaus Wentzel-Heckmann mit Wirtschafts-, Stall- und Remisengebäude sowie den straßenseitigen Einfriedungen           |
| 09156062 | Babelsberg Nord Virchowstraße 23 (Lage)     | Villa Urbig                                                                                                   | Die Villa wurde 1915 durch den Architekten Mies van der Rohe für den Bankier Franz Urbig erbaut. | Villa Urbig |
| 09156191 | Babelsberg Nord Virchowstraße 27 (Lage)     | Villa und Atelier des Malers Carl Saltzmann                                                                   | Die Villa wurde 1890 durch die Architekten Hermann Ende und Wilhelm Böckmann erbaut. | Villa und Atelier des Malers Carl Saltzmann                                                                             |
| 09156686 | Babelsberg Nord Virchowstraße 29 (Lage)     | Villa Hirschfeld mit Einfriedung                                                                              | | Villa Hirschfeld mit Einfriedung                                                                                        |
| 09156687 | Babelsberg Nord Virchowstraße 33 (Lage)     | Landhaus Silberstein                                                                                          | | Landhaus Silberstein |
| 09157213 | Babelsberg Nord Virchowstraße 40 (Lage)     | Villa | | Villa |
| 09156790 | Babelsberg Nord Virchowstraße 43 (Lage)     | Villa Goldschmidt                                                                                             | Die Villa wurde 1881 durch die Architekten Hermann Ende und Wilhelm Böckmann für den Schriftsteller und Theaterdirektor Adolph L’Arronge errichtet und 1921 durch den Architekten Alfred Breslauer für den Direktor der Darmstädter Bank und der Nationalbank Jakob Goldschmidt umgebaut. 1933 erfolgte durch Toni Maier ein erneuter radikaler Umbau zur anschließenden Nutzung als Reichsführerinnenschule des Bundes Deutscher Mädel. | Villa Goldschmidt |
| 09156063 | Babelsberg Nord Virchowstraße 45 (Lage)     | Villa Heimann                                                                                                 | | Villa Heimann |
| 09157214 | Babelsberg Nord Virchowstraße 47 (Lage)     | Villa Treitel/Menckhoff                                                                                       | | [[Vorlage:Bilderwunsch/code!/C:52.401727,13.114559!/D:Babelsberg Nord Virchowstraße 47, Villa Treitel/Menckhoff!/\|BW]] |
| 09156192 | Babelsberg Nord Virchowstraße 51, 55 (Lage) | Villa Hartmann mit Einfriedung, Gartenpavillon und Wasserbecken                                               | | Villa Hartmann mit Einfriedung, Gartenpavillon und Wasserbecken                                                         |